# Urville (Aube)
Urville ist eine französische Gemeinde mit 110 Einwohnern (Stand 1. Januar 2022) in der Region Grand Est im Département Aube. Der Ort gehört zum Arrondissement Bar-sur-Aube und zum Kanton Bar-sur-Aube.

## Bevölkerungsentwicklung
| Jahr      | 1962 | 1968 | 1975 | 1982 | 1990 | 1999 | 2008 | 2017 |
| --------- | ---- | ---- | ---- | ---- | ---- | ---- | ---- | ---- |
| Einwohner | 166  | 172  | 166  | 188  | 177  | 148  | 151  | 130  |

## Wirtschaft
Das Champagnerhaus Drappier betreibt hier in achter Generation seit 1808 die Champagnerherstellung. Es zählt nicht zu den großen Marken, ist aber von den kleineren die vielleicht bekannteste. Schon die Römer hatten auf diesem Grund mit der Weinproduktion begonnen. Teile der Keller wurden bereits unter Bernhard von Clairvaux und seinen Zisterziensermönchen errichtet. Der berühmteste Kunde war wohl der Nachbar Charles de Gaulle. Auch heute noch ist die Qualität des Champagner Drappier berühmt. Kellerführungen sind möglich.
Seit 2007 produziert das Champagnerhaus Drappier eine Cuvée „Quattuor“ aus je 25 % Petit Meslier, Arbane, Pinot Blanc vrai (Weißburgunder) und Chardonnay. Die alten weißen Traubensorten, die neben dem Chardonnay für die Herstellung von Champagner zugelassen sind (es fehlt nur der Pinot gris vrai, Grauburgunder, der aber gerade neu angebaut wird), werden nur noch sehr selten verwendet.